# Gestión del rendimiento
Gestión del rendimiento o Corporate Performance Management (CPM) es un término que describe herramientas informáticas para gestionar el rendimiento de una empresa basándose en metodologías, métricas, procesos y sistemas necesarios para monitorizar. Estos programas están basados en su origen sobre herramientas tipo Business Intelligence (BI). Muchos analistas no reconocen aún una diferencia tecnológica entre ambos campos. Generalmente se reconoce que el CPM se dedica sobre todos a temas como presupuestación financiera, consolidación legal, pero también a la gestión de riesgos o al balanced scorecard.